# Aston Martin V12 Zagato
L'Aston Martin V12 Zagato est une supercar à moteur V12 dessinée par Zagato et produite par Aston Martin. C'est une Aston Martin V12 Vantage recarrossée.
La V12 Zagato est dévoilée lors du concours de design de la Villa d'Este. Avant d'être produite en série, elle participe aux 24 heures du Nürburgring 2011, dans la catégorie 8.

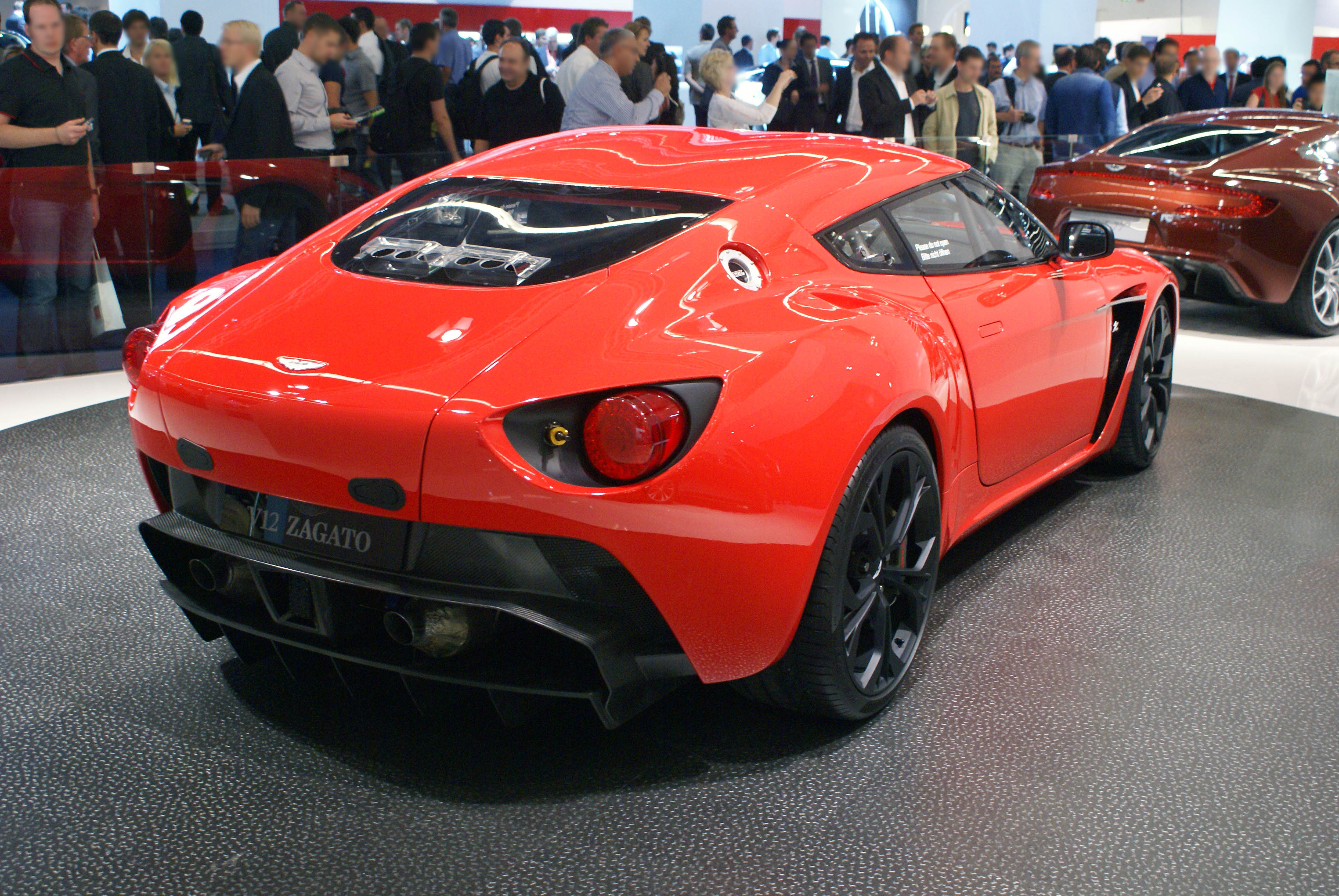
Arrière de la V12 Zagato.

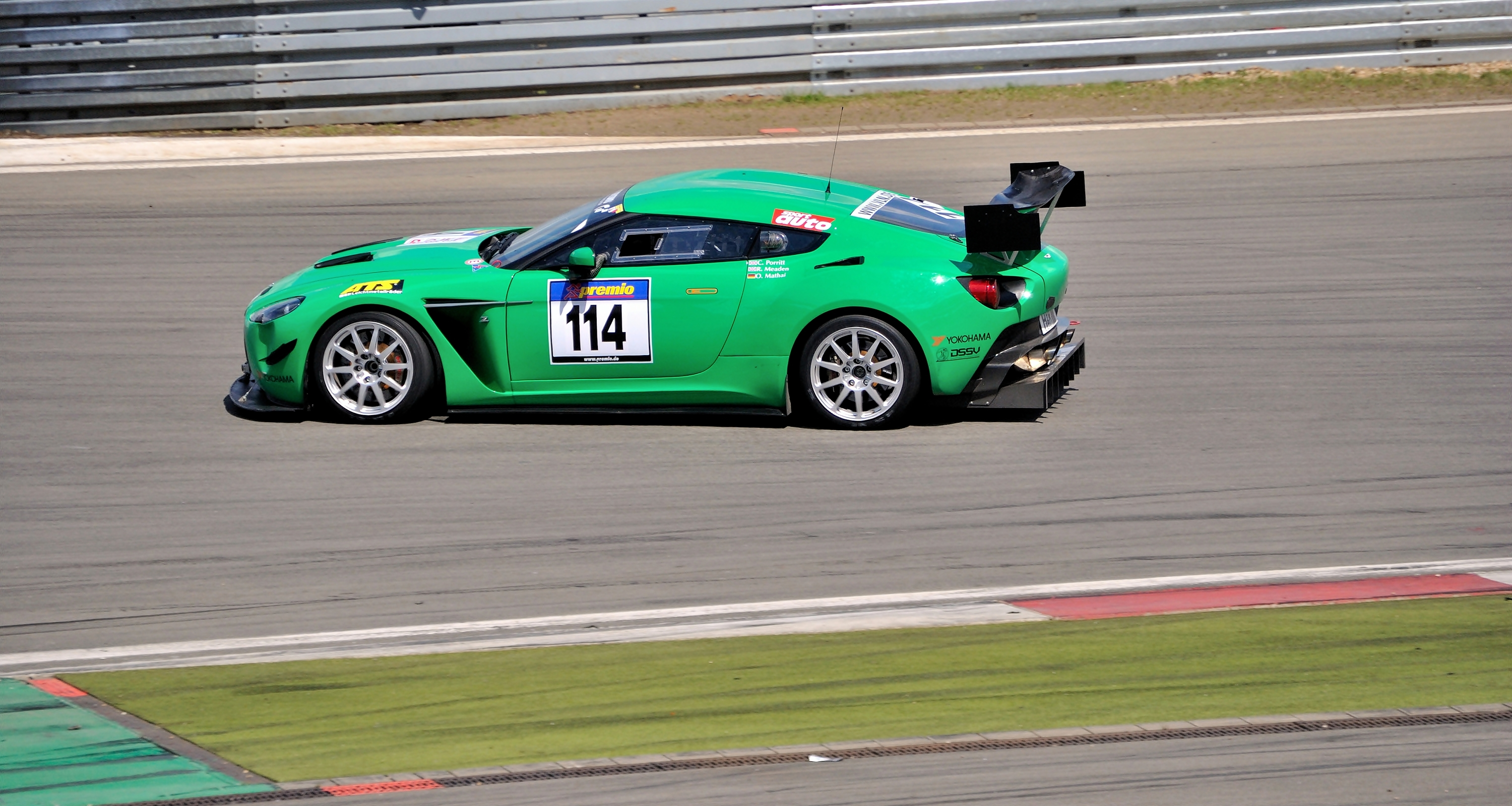
V12 Zagato lors des 24h du Nürburgring 2011.